# Baden, Morbihan
Baden är en kommun i departementet Morbihan i regionen Bretagne i nordvästra Frankrike. Kommunen ligger i kantonen Vannes-Ouest som tillhör arrondissementet Vannes. År 2022 hade Baden 4 864 invånare.

## Befolkningsutveckling
Antalet invånare i kommunen Baden
| Referens: INSEE |